# انتشار گاز گلخانه‌ای

انتشار سالانه گازهای گلخانه‌ای به ازای هر نفر (ارتفاع میله‌های عمودی) و در هر کشور (ناحیه درون میله‌های عمودی)

در کشورهای پر انتشار، روند انتشار در دهه‌های اخیر گاهی از روندهای تاریخی بلندمدت متفاوت است.

۴۰ کشور که همه گازهای گلخانه‌ای را منتشر می‌کنند، که هم آن گازهای گلخانه‌ای را نشان می‌دهد که از همه منابع از جمله پاک‌تراشی زمین و جنگل‌داری و همچنین جزء به استثنای آن منابع حاصل می‌شود. ارقام سرانه گنجانده‌شده‌است.. توجه داشته باشید که اندونزی و برزیل بسیار بالاتر از نمودارهایی هستند که صرفاً مصرف سوخت فسیلی را نشان می‌دهند.

انتشار گازهای گلخانه‌ای (به انگلیسی: Greenhouse gas emission) ناشی از فعالیت‌های انسانی اثر گلخانه‌ای را تقویت می‌کند و به تغییر آب و هوایی کمک می‌کند. بیشتر دی‌اکسید کربن حاصل از سوزاندن سوخت‌های فسیلی است: زغال‌سنگ، نفت و گاز طبیعی. بزرگ‌ترین تولیدکنندگان گاز شامل زغال‌سنگ در چین و شرکت‌های بزرگ نفت و گاز است که بسیاری از آنها متعلق به اوپک و روسیه هستند. انتشار ناشی از انسان، دی‌اکسید کربن اتمسفر را تا حدود ۵۰ درصد نسبت به سطح پیش از صنعتی شدن افزایش داده‌است. سطوح رو به رشد انتشار متفاوت بوده‌است، اما در بین همه گازهای گلخانه‌ای ثابت بود. انتشار گازهای گلخانه‌ای در دهه ۲۰۱۰ به‌طور متوسط ۵۶ میلیارد تن در سال بود که بیش از هر زمان دیگری بود.